# Manuel Perez (Musiker)
Emanuel Perez, genannt Manuel (* 28. Dezember 1871; † 1946 in New York City) war ein US-amerikanischer Jazz-Trompeter (Kornett) und Bandleader des New Orleans Jazz
Perez stammte aus einer kreolischen Familie mit spanischen, französischen und afroamerikanischen Vorfahren. Er spielte schon in den 1880er Jahren in „Brass Bands“. Perez war musikalisch ausgebildet und konnte im Gegensatz zu vielen anderen damaligen Jazzmusikern vom Blatt spielen. Um 1900 trat er der Onward Brass Band bei, die er von 1903 bis 1930 leitete. Außerdem gründete er 1901 das Imperial Orchestra, das bis 1908 bestand. Die Onward Brass Band war eine der führenden Marching Bands in New Orleans. Ihr gehörten u. a. King Oliver, Peter Bocage, Lorenzo Tio, George Baquet an. Louis Armstrong erinnert sich in seiner Autobiographie, als Junge der Band gefolgt und die Duette von Oliver (an der zweiten Trompete) und Perez bewundert zu haben. 1915 ging Perez nach Chicago, wo er mit Charles Elgars Creole Orchestra im Arsonia Cafe und der Band von Arthur Sims spielte. In den 1920er Jahren war er wieder in New Orleans, wo er u. a. mit dem Maple Leaf Orchestra auf Paraden spielte und auf den Mississippi-Dampfern mit Fate Marable. 1926 machte er seine einzigen Aufnahmen mit dem Orchester von Elgar in Chicago. Während der Depression arbeitete im Umzugsunternehmen seines Bruders. Er verkaufte gebrauchte Möbel im zugehörigen Second Hand Laden und nahm auch seinen Beruf der Zigarrenherstellung wieder auf. Als das Interesse für den frühen Jazz in den 1930er Jahren erwachte, weigerte sich Perez Auskünfte zu geben. Allerdings gibt es eine kurze Diskussion über die alten Zeiten u. a. mit John Reid auf CD (AMCD-44 Track 10). Er hatte in den 1940er Jahren mehrere Schlaganfälle und starb letztlich daran 1946. 
Er beeinflusste durch sein Spiel nicht nur King Oliver und Armstrong, sondern auch andere Trompeter wie Kid Rena und sogar Buddy Bolden. Auch Sidney Bechet drückt in seinen Erinnerungen seine Bewunderung für den „musicianer“ Perez aus.